# Saropogon semiustus
Saropogon semiustus är en tvåvingeart som beskrevs av Daniel William Coquillett 1904. Saropogon semiustus ingår i släktet Saropogon och familjen rovflugor. Inga underarter finns listade i Catalogue of Life.